# 교암항
교암항은 강원특별자치도 고성군 토성면 교암리에 있는 어항이다. 1972년 5월 4일 지방어항으로 지정하여 관리하고 있다. 시설관리자는 고성군수이다.

## 어항구역
교암항의 어항구역은 다음과 같다.
- 수역
  - 방파제 시작부의 N45°W방향으로 50m 떨어진 육지부지점(N38˚ 17´ 15.520˝, E126˚ 32´ 58.040˝, X:532,022.1546, Y:160,334.4518)에서 N70°E 방향으로 135m지점(N38˚ 17´ 16.981˝, E126˚ 33´ 03.054˝, X:532,066.575, Y:160,456.495) S57°E 방향으로 200m 지점(N38˚ 17´ 13.474˝, E126˚ 33´ 09.978˝, X:531,957.647, Y:160,624.229) S38°W 방향으로 130m 지점 (N38˚ 17´ 10.139˝, E126˚ 33´ 06.705˝, X:531,855.206, Y:160,544.193) S80°W 방향으로 육지 지적선과 맞닿는 지점을 순차적으로 연결한 선이 해안선과 맞닿는 선내의 구역
- 육역
  - 고성군 토성면 교암리 151-10 (제방, 561m2)
  - 고성군 토성면 교암리 151-12 (잡종지, 1028m2)
  - 고성군 토성면 교암리 151-13 (제방, 399m2)
  - 고성군 토성면 교암리 170-1 (구거, 663m2)